# Onde plane

Une façon possible de représenter une onde plane. Les plans correspondent aux fronts d'onde qui doivent être imaginés infinis.

L'onde plane est un concept issu de la physique de la propagation des ondes. C'est une onde dont les fronts d'onde sont des plans infinis, tous perpendiculaires à une même direction de propagation désignée par le vecteur {\displaystyle {\vec {n}}}.
En prenant par exemple {\displaystyle {\vec {n}}} dans la direction z, alors cette onde ne dépend pas des coordonnées x et y :
{\displaystyle u(x,y,z,t)=u(z,t)}.
Ainsi, la grandeur mesurée dépend uniquement du temps {\displaystyle t} et d'une seule variable d'espace en coordonnées cartésiennes mais elle ne dépend pas du point considéré dans un plan (P) quelconque orthogonal à la direction de propagation.

## Onde plane monochromatique

### Définition
Une onde est monochromatique lorsqu'elle ne contient qu'une seule couleur, c'est-à-dire une seule fréquence ou, exprimé autrement, une seule pulsation {\displaystyle \omega =2\pi f}. Une telle onde plane a en chaque point une amplitude de forme sinusoïdale comme fonction du temps :
{\displaystyle u({\vec {r}},t)=a\cos({\vec {k}}\cdot {\vec {r}}-\omega t+\varphi _{0})}.
Dans cette formule, {\displaystyle u({\vec {r}},t)} représente l'amplitude ou la perturbation de l'onde à un point donné dans l'espace et le temps. {\displaystyle u({\vec {r}},t)} peut par exemple représenter la variation de la pression de l'air par rapport à la moyenne, dans le cas d'une onde sonore. {\displaystyle {\vec {r}}=(x,y,z)} est le vecteur position, {\displaystyle {\vec {k}}} est le vecteur d'onde, {\displaystyle \omega } est la pulsation, {\displaystyle \varphi _{0}} est la phase à l'origine, et {\displaystyle a} est l'amplitude complexe de l'onde. 
Ce type d'onde est particulièrement utile en physique car il est simple à utiliser et est une bonne approximation de nombreuses ondes. En particulier, lorsque l'on est assez loin d'une source d'onde ponctuelle (un laser, une antenne de radio de petite taille), les ondes sphériques concentriques émises par un tel dispositif sont bien approchées localement par une onde monochromatique plane. Cependant il n'existe pas rigoureusement d'ondes planes purement monochromatiques dans la nature car celles-ci devraient transporter une énergie infinie, ce qui est impossible.
Conséquences
- La relation entre la pulsation {\displaystyle \omega } et le vecteur d'onde {\displaystyle {\vec {k}}} que l'on obtient grâce à l'équation d'onde est appelée relation de dispersion. Elle dépend des caractéristiques physiques du milieu de propagation et de sa géométrie.
- La vitesse de phase est définie par {\displaystyle v_{\phi }={\frac {\omega }{Re[k]}}}

tandis que la vitesse de groupe s'écrit {\displaystyle v_{g}={\frac {\partial \omega }{\partial Re[k]}}}
La partie imaginaire de k n'apparaît pas car elle correspond à l'atténuation de l'onde.

### Applications
Ces ondes sont des solutions pour une équation d'onde scalaire dans un milieu homogène. Pour les équations d'onde vectorielles, telles que celles décrivant le rayonnement électromagnétique ou les ondes dans un solide élastique, la solution est similaire : l'amplitude scalaire est simplement remplacée par un vecteur constant. Par exemple, dans l’électromagnétisme, ce vecteur est typiquement le vecteur du champ électrique, du champ magnétique ou du potentiel vectoriel. Une onde transversale est une onde dans laquelle le vecteur d'amplitude est orthogonal à {\displaystyle {\vec {k}}}, ce qui est le cas pour les ondes électromagnétiques dans un milieu isotrope. En revanche, une onde longitudinale est une onde dans laquelle le vecteur d'amplitude est parallèle à {\displaystyle {\vec {k}}}, par exemple pour des ondes acoustiques dans un gaz ou un fluide.  
L'équation des ondes planes fonctionne pour des combinaisons arbitraires de ω et k, mais tout milieu physique réel ne permettra à ces ondes de se propager que pour les combinaisons de ω et k qui satisfont la relation de dispersion. Celle-ci est souvent exprimée en fonction fr ω (k). Le rapport ω / |k| donne la grandeur de la vitesse de phase, et dω /dk donne la vitesse du groupe. Pour l'électromagnétisme dans un milieu isotrope avec indice de réfraction n, la vitesse de phase est c / n, ce qui est égal à la vitesse du groupe si l'indice n n'est pas dépendant de la fréquence.   
Dans les milieux uniformes linéaires, une solution d'onde peut être exprimée comme une superposition d'ondes planes. Cette approche est connue sous le nom de méthode du spectre d'ondes planes. La forme de la solution onde plane est en fait une conséquence générale de la symétrie translationnelle. Plus généralement pour les structures périodiques à symétrie translationnelles discrète, les solutions prennent la forme d'ondes de Bloch[réf. nécessaire], la plus célèbre dans les matériaux atomiques cristallins mais aussi dans les cristaux photoniques et autres équations d'ondes périodiques. Comme autre généralisation, pour les structures qui ne sont uniformes que dans une direction x (comme un guide d'ondes dans la direction x), les solutions (modes guides d'ondes) sont de la forme exp[i(kx-ωt)] multipliée par une fonction d'amplitude a(y, z). C'est un cas particulier d'équation différentielle partielle séparable.

## L'onde plane en pratique
Même si une onde plane pure n'existe pas dans la nature, il est possible de s'en approcher dans un domaine limité de l'espace. Il suffit que les fronts d'onde soient suffisamment plans et parallèles dans le volume considéré. De plus, une onde plane est rarement monochromatique, car elle aurait une extension temporelle infinie.
Une onde plane réelle peut cependant être décomposée en ondes planes monochromatiques, dont les vecteurs d'onde sont parallèles à une seule et même direction :
{\displaystyle u({\vec {r}},t)=\int a({\vec {k}},\omega )e^{i({\vec {k}}\cdot {\vec {r}}-\omega t)}\mathrm {d} {\vec {k}}\;\mathrm {d} \omega ,}
où {\displaystyle a({\vec {k}},\omega )} est une fonction à valeurs complexes appelée spectre d'ondes planes et peut être de différentes formes (gaussienne…).
Cette superposition d'ondes planes monochromatiques permet de décrire toute onde plane.
Pour obtenir une onde plane, on peut par exemple faire passer de la lumière par un diaphragme puis la collimater avec une lentille convergente.

## Onde électromagnétique plane polarisée
La première illustration vers la droite, est une représentation d'une onde électromagnétique polarisée linéairement. Étant donné que c'est une onde plane, chaque vecteur bleu, qui indique le déplacement perpendiculaire d'un point sur l'axe hors de l'onde sinusoïdale, représente l'amplitude et la direction du champ électrique pour un plan entier qui est perpendiculaire à l'axe.
La deuxième illustration représente une onde électromagnétique polarisée circulairement. Chaque vecteur bleu indiquant le déplacement perpendiculaire d'un point sur l'axe hors de l'hélice, représente également la grandeur et la direction du champ électrique pour un plan entier perpendiculaire à l'axe.
Dans les deux illustrations, le long des axes se trouve une série de vecteurs bleus plus courts qui sont une version réduite des vecteurs bleus plus longs. Ces vecteurs bleus plus courts sont extrapolés dans le bloc de vecteurs noirs qui remplissent un volume d'espace. Notez que pour un plan donné, les vecteurs noirs sont identiques, ce qui indique que l'amplitude et la direction du champ électrique est constante le long de ce plan.
Dans le cas de la lumière polarisée linéairement, l'intensité du champ de plan en plan varie d'un maximum dans une direction, jusqu'à zéro, et ensuite jusqu'à un autre maximum dans la direction opposée.
Dans le cas de la lumière polarisée circulairement, l'intensité du champ est constante  d'un plan à l'autre mais change de direction de façon constante d'une manière rotative.
Dans les deux illustrations, le champ magnétique correspondant au champ électrique n'est pas représenté. Ce dernier est proportionnel en grandeur au champ électrique pour chaque point de l'espace, mais déphasé de 90 degrés. Les illustrations des vecteurs de champ magnétique seraient pratiquement identiques à celles-ci à l'exception que tous les vecteurs seraient décalés de 90 degrés autour de l'axe de propagation, de sorte qu'ils seraient tous perpendiculaires à la direction de propagation et au vecteur de champ électrique.
Le rapport des amplitudes des composantes électrique et magnétique d'une onde plane dans l'espace est connu comme l'Impédance caractéristique du vide, égale à 376,730 313 ohms.